# Rome Fortune
Rome Fortune, pseudonimo di Jerome Raheem Fortune (Filadelfia, 13 ottobre 1988), è un rapper statunitense.

## Biografia
Jerome Raheem Fortune è nato a Filadelfia, in Pennsylvania, da una famiglia di musicisti ed è imparentato con il famoso trombettista Nat Adderley e con il sassofonista Cannonball Adderley. Fortune ha iniziato ad avviarsi verso il rap già dal liceo, affermando di aver scelto il suo attuale pseudonimo prendendo spunto da un vecchio pappone presente nella sitcom Martin di Martin Lawrence. Suo nonno Richard Adderley ha coprodotto il suo EP Beautiful Pimp II, apparendo tra l'altro nel video musicale del brano OneDay.
Nell'estate del 2014 Fortune si aggrega al gruppo Indie rock britannico Glass Animals per la loro tournée negli Stati Uniti e nel Regno Unito.
Nel gennaio 2015 Fortune viene incarcerato presso Marietta, nella Contea di Cobb, in Georgia, per ragioni mai dichiarate. Rilasciato il 6 febbraio seguente, il mese successivo si unisce a Iamsu! per il suo tour nordamericano.
Alla fine del 2015 firma un contratto con la Fool's Gold Records. L'anno seguente pubblica il suo album di debutto, Jerome Raheem Fortune.
Nell'estate del 2024 firma con l'etichetta discografica Fogwood Records.

## Discografia

### Album in studio
- 2016 – Jerome Raheem Fortune
- 2020 – FREEk

### EP
- 2011 – The Air Mattress
- 2012 – V O Y E U R (con Childish Major)
- 2014 – Beautiful Pimp II
- 2014 – Drive, Thighs & Lies (con Dun Deal)
- 2015 – YEP (con OG Maco)
- 2018 – Toro y Rome Vol. 1 (con Toro y Moi)

### Mixtape
- 2012 – Iolo
- 2013 – Beautiful Pimp
- 2014 – Small VVorld
- 2015 – IoloU
- 2016 – VVORLDVVIDE PIMPSATION
- 2024 – Banned by Kaytranada (con Kaytranada)

### Collaborazioni
- 2014 – Stripes (con Gucci Mane e Bankroll Fresh)
- 2014 – Hazey (con i Glass Animals)
- 2014 – Drop That Ass On The Ground Like Some Change (con Ethereal e Relly Jade)
- 2014 – Rollin' (con Brenmar e Lil Uzi Vert)
- 2014 – Lights Low (con Four Tet)
- 2015 – Men of Glass (con Sevdaliza)
- 2016 – No Ma'am (con iLoveMakonnen e Rich the Kid)
- 2016 – Buried (con What So Not)
- 2018 – Leave It (con UZ)